# شهریارک پس‌سرسفید
شهریارک پس‌سرسفید (نام علمی: Carterornis pileatus) نام یک گونه از سرده مرغ کارتر است.